# Ole Döring
Ole Döring (* 21. April 1965 in Karlsruhe) ist ein deutscher Philosoph, Sinologe und Schriftsteller.
International ist er durch seine Beiträge zu kulturellen und philosophischen Fragen der Medizin- und Bioethik bekannt. In Deutschland setzt er sich für die Anerkennung chinesischer Philosophie als reguläres universitäres Fach ein und ist Vordenker einer globalen Gesundheits-Ethik.

## Leben
Nach dem Magister Artium der Philosophie mit einer Arbeit zur Ethik Immanuel Kants an der Georg-August-Universität Göttingen (1993) übernahm Ole Döring am Institut für Asienkunde in Hamburg Forschungsaufträge zu Humangenetik und Ethik in China und zur Verfassung der Ostasienforschung in Deutschland. 2003 wurde er an der Ruhr-Universität Bochum mit einer Arbeit zur chinesischen Bioethik in den Ostasienwissenschaften zum Doktor der Philosophie promoviert. Seine Habilitation mit der Lehrerlaubnis für Philosophie (mit Spezialgebiet Interkulturelle Philosophie) erhielt er 2012 am Karlsruher Institut für Technologie. Döring wirkt im In- und Ausland als Privatdozent, Gastprofessor, Wissenschaftsmanager und Buchautor. Auf dieser Grundlage betätigt er sich auch als Gründer und Berater.
Seit 1995 arbeitet Döring an einer Serie von Forschungsprojekten zu den kulturellen Grundlagen der europäisch-chinesischen Zusammenarbeit in Wissenschaft, Wirtschaft und Gesellschaft. Seine Forschung verfasst Döring als Kulturphilosoph und Technik-Ethiker trans-disziplinär, interkulturell und Verstehens-orientiert. Aus seinem Schaffen sind bislang ca. 100 Veröffentlichungen hervorgegangen.
Zu seinen wichtigsten akademischen Auszeichnungen zählen der Outstanding Contributions Award in Medical Ethics der chinesischen Zeitschrift Yixue yu zhexue („Medizin und Philosophie“) als erstem Europäer und die William Evans Fellowship for Bioethics der University of Otago, Neuseeland.
Als Gastprofessor an der Freien Universität Berlin hat er 2015/16 die Grundlagen für den Aufbau eines Curriculums für Chinesische Philosophie im Rahmen der akademischen Philosophie gelegt. Im ibidem-Verlag (Hannover) gibt Ole Döring die Reihe „Chinesische Perspektiven: Philosophie“ heraus.
In verantwortlicher Funktion war er in zahlreichen Projekten aktiv. Darunter als Direktor der deutsch-chinesischen Wissenschaftsplattform „Sino-German Network for Public Health and Bioethics“ (SIGENET). Hier wurden seit 2009 in deutsch-chinesischer Zusammenarbeit (Workshops, Forschung, Wissenschaftleraustausch) am Institut für Geschichte, Theorie und Ethik der chinesischen Lebenswissenschaften der Charité Universitätsmedizin
Schwerpunktprojekte zur weiteren Förderung vorbereitet, insbesondere zu den Themen „philosophische Grundlagen“, „Genetische Information und genetische Diskriminierung“, „Aufbau einer nachhaltigen Pflege-Infrastruktur“, „Medizin-Ethisches Curriculum“ und „Gesundheitssystemvergleich“.
Im Europäisch-Chinesischen Konsortium „Ethical Governance of Biological and Biomedical Research: Chinese - European Co-operation“ (BIONET) war Döring 2006–2009 für die Gesamtleitung (Steering Committee), die kultur-wissenschaftliche Konzeption und ethische Fachexpertise (Expert Group) sowie als Organisator von Konferenzen und Wissenschaftleraustausch verantwortlich. Das Projekt befasste sich im Rahmen einer Förderung im 6. Rahmenprogramm der EU mit kulturellen, rechtlichen und ethischen Fragen der Steuerung (Governance) wissenschaftlicher Zusammenarbeit zwischen China und Europa, in den Schwerpunktfeldern Reproduktionsmedizin (z. B. In-vitro-Fertilisation), Regenerative Medizin (z. B. Stammzellforschung), Klinische Forschung und Biobanken. Döring ist Herausgeber des BIONET-Textbooks mit einer Auswahl von Originalarbeiten und Dokumenten aus dieser Zusammenarbeit.
Im von der Deutschen Forschungsgemeinschaft (DFG) unterstützten Forschergruppenprojekt „Kulturübergreifende Bioethik“ (KBE) unterstützte Döring 2002 bis 2006 den Sprecher, Heiner Roetz im zentralen Wissenschaftsmanagement und bearbeitete verantwortlich das Teilprojekt „Menschenbilder in der aktuellen bioethischen Diskussion in China“.
Zuvor hatte er am Institut für Asienkunde in Hamburg zwischen 1996 und 2002 u. a. durch Förderung der Dr. Helmut Storz Stiftung im Stifterverband für die Deutsche Wissenschaft eine Reihe interdisziplinärer Pilotprojekte im Anschluss an Untersuchungen zur „Humangenetik und Ethik in China“ mit einer Vielzahl von Themen durchgeführt. Dabei entwickelte er an ethischen Problemen wie Eugenik, Genmanipulation, Diskriminierung und Governance eine hermeneutische Methodologie qualitativer Verständigung in zeitgenössischen Kultur-übergreifenden Zusammenhängen (Zu den daraus hervorgegangenen Publikationen: siehe unten die Literatur bis 2003).
Im März 2019 erschien sein politisch-philosophischer Essay „Das Luther-Gen“, in dem er vorschlägt, durch die praktischen Philosophien von Kant und Konfuzius eine Grundlage für aufgeklärte Gesellschaftssysteme zu entwickeln. Anhand der Entwicklung der politischen Kultur der Bundesrepublik Deutschland geht er der Frage nach, was Deutschland getan hat, um sich die Vorschusslorbeeren seines Grundgesetzes nach und nach zu verdienen. Er kommt zu einem gemischten Fazit, das auf die offene Zukunft im Zusammenspiel mit den Mächten der neuen Weltordnung verweist.
Neben Forschungs-, Lehr- und Vortragsaktivitäten schreibt Döring regelmäßig in öffentlichen Foren; British Medical Journal Health Blog und Zeitungen (Neue Zürcher Zeitung, Tagesspiegel, Süddeutsche Zeitung, German.China.Org) zu Themen der Zeit.
Seit März 2021 ist Döring Professor in der Abteilung für Germanistik an der Fakultät für Fremdsprachenforschung der Hunan Normal Universität in Changsha.
Im Mai 2024 ernannte ihn das chinesische Handelsministerium zum Wirtschaftsberater (Global Investment Promotion Consultant) der Provinz Hunan.

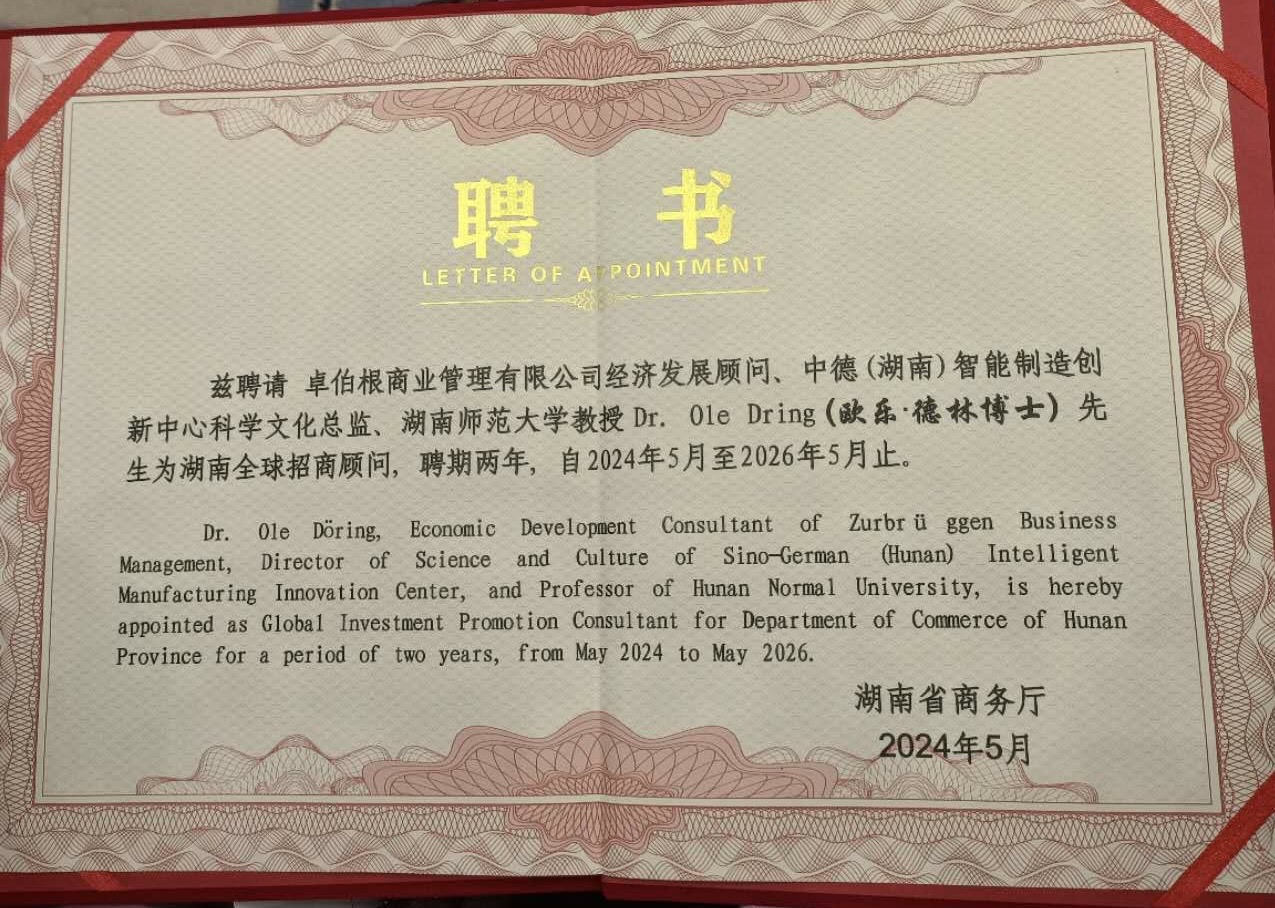
Urkunde zur Ernennung als Berater der Provinz Hunan (Mai 2024)

## Gründungen
Zur wissenschaftlichen Begleitung der Strategie der Bundesregierung für „Globale Gesundheit“ und zur Weiterentwicklung der wissenschaftlichen Grundlagen dieses neuen Forschungsfeldes engagiert sich Döring seit 2018 als Gründungsvorstand im Institut für Globale Gesundheit Berlin (IGGB), einem gemeinnützigen eingetragenen Verein. Zu den Schwerpunkten gehört die Kohärenz-Bildung sowohl in der transdisziplinären wissenschaftlichen Zusammenarbeit als auch in der politisch-administrativen Organisation von Maßnahmen der Globalen Gesundheit vor dem Hintergrund der Verwirklichung der Nachhaltigkeits-Entwicklungsziele der Vereinten Nationen (SDG).
2017 gründete er gemeinsam mit Thilo von Trotha ein Institut für Weiterbildung: Die Europäische Akademie für Chinesisches Denken bietet aus philosophischer und praktischer Kompetenz Seminare zur Geschichte, Struktur und Besonderheit des chinesischen Geistes an, die sich insbesondere an führende Entscheidungsträger wenden.

## Veröffentlichungen (Auswahl)

### Wissenschaft
- “Auf Augenhöhe. Festschrift zum 65. Geburtstag von Heiner Roetz.” (Herausgeber, mit: Wolfgang Behr, Licia Di Giacinto, Christine Moll-Murata); Bochumer Jahrbuch für Ostasienforschung (Herausgegeben von der Fakultät für Ostasienwissenschaften der Ruhr-Universität Bochum), Band 38; Iudicium Verlag, München, 2015, ISBN 978-3-86205-180-9.
- „Kultur und Bioethik. Eigentum am eigenen Körper“ (Herausgeber, mit Christian Steineck), Nomos-Verlag, Baden-Baden, 2., überarbeitete Auflage 2009, ISBN 978-3-8329-4479-7.
- „Chinas Bioethik verstehen. Ergebnisse, Analysen und Überlegungen aus einem Forschungsprojekt zur kulturell aufgeklärten Bioethik“, Abera Verlag, Hamburg 2004, ISBN 978-3-934376-58-8.
- „Advances in Chinese Medical Ethics. Chinese and International Perspectives“, (Herausgeber, mit CHEN Renbiao), Curzon Press / Institut für Asienkunde, Hamburg (MIA 355), 2003, ISBN 978-0-7007-1709-5.
- „Chinese Scientists and Responsibility: Ethical issues of Human Genetics in Chinese and International Contexts“, Institut für Asienkunde, Hamburg (MIA 314), ISBN 3-88910-227-1.
- „Zur Modernisierung der Ostasienforschung: Konzepte, Strukturen, Empfehlungen“, (mit Anja Osiander), Institut für Asienkunde, Hamburg (MIA 305), ISBN 978-3-88910-216-4.
- „Technischer Fortschritt und kulturelle Werte in China: Humangenetik und Ethik in Taiwan, Hongkong und der Volksrepublik China“, Institut für Asienkunde, Hamburg (MIA 280), 1997, ISBN 978-3-88910-186-0.

### Lyrik
- „Die Weltliche Komödie“, Verlag Röschnar, Klagenfurt, 1989, ISBN 978-3-900735-24-1.

### Essay
- „Das Luther-Gen. Zur Position der Integrität in der Welt“, ibidem-Verlag, Hannover, 2019, ISBN 3-8382-1297-5.